# 索索 (密西西比州)
索索（英語：Soso）是位於美國密西西比州瓊斯縣的城鎮。

## 人口
根據2020年美國人口普查的數據，索索的面積為5.28平方千米，當中陸地面積為5.26平方千米，而水域面積為0.01平方千米。當地共有人口418人，而人口密度為每平方千米79人。